# Опатковиці (Мазовецьке воєводство)
Опатковиці (пол. Opatkowice) — село в Польщі, у гміні Козениці Козеницького повіту Мазовецького воєводства.
Населення — 135 осіб (2011).
У 1975—1998 роках село належало до Радомського воєводства.

## Демографія
Демографічна структура станом на 31 березня 2011 року:
|          | Загалом | Допрацездатний вік | Працездатний вік | Постпрацездатний вік |
| -------- | ------- | ------------------ | ---------------- | -------------------- |
| Чоловіки | 61      | 10                 | 40               | 11                   |
| Жінки    | 74      | 14                 | 43               | 17                   |
| Разом    | 135     | 24                 | 83               | 28                   |